# 15950 Dallago
15950 Dallago è un asteroide della fascia principale. Scoperto nel 1998, presenta un'orbita caratterizzata da un semiasse maggiore pari a 2,5595964 UA e da un'eccentricità di 0,1871729, inclinata di 4,18182° rispetto all'eclittica.